# Fossavatn Ski Marathon

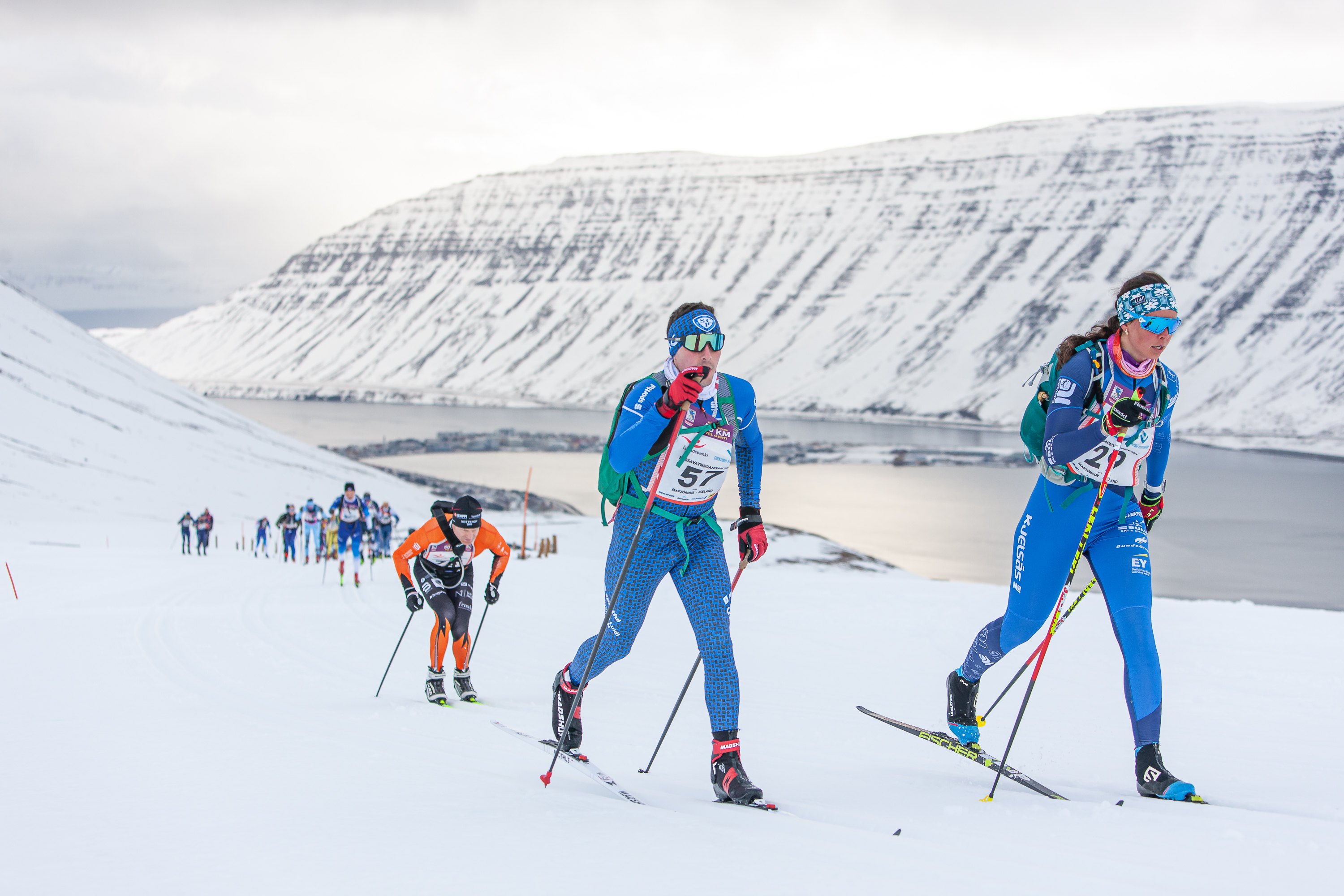
Début de la Fossavatnsgangan 2024, à Háubrún

Le Fossevatn Ski Marathon (Fossavatnsgangan en islandais) est une course de ski de fond longue distance organisée à Ísafjörður en Islande, chaque année depuis 1955, alors que sa première édition remonte à 1935. L'événement intègre le calendrier de la Worldloppet en 2014 et se court sur une distance de 50 kilomètres en style libre.

## Histoire
Le marathon de ski est fondé en 1935, où il y a seulement sept fondeurs au départ qui parcourent une distance de 18 kilomètres. Entre 1940 et 1954, la course n'a pas lieu.
En 2004, la course principale est désormais longue de 50 kilomètres et devient une course officielle de la FIS en 2005. En 2014, elle fait son entrée dans le calendrier mondial de la Worldloppet.

## Palmarès (course de 50 km)
| Année | Hommes                 | Femme                         |
| ----- | ---------------------- | ----------------------------- |
| 2019  | Morten Eide Pedersen   | Marine Dusser                 |
| 2018  | Ilia Chernousov        | Maria Gräfnings               |
| 2017  | Petter Northug         | Britta Johansson Norgren      |
| 2016  | Markus Ottosson        | Justyna Kowalczyk             |
| 2015  | Ilia Chernousov        | Riitta-Liisa Roponen          |
| 2014  | Petter Soleng Skinstad | Mary Young                    |
| 2013  | Toni Livers            | Seraina Boner                 |
| 2012  | Markus Jönsson         | Aino-Kaisa Saarinen           |
| 2011  | Vadim Goussiev         | Hólmfridur Vala Svavarsdóttir |
| 2010  | Markus Jönsson         | Mary Beth Tuttle              |
| 2009  | Oskar Svärd            | Kim Rudd                      |
| 2008  | Svein Tore Sinnes      | Lina Andersson                |
| 2007  | Oskar Svärd            | Susanne Nyström               |
| 2006  | Jørgen Aukland         | Mary Beth Tuttle              |
| 2005  | Atli Jóhannes Bjerkli  | Linda Ramsdell                |
| 2004  | Ólafur Árnason         | Linda Ramsdell                |